# Конечный, Зыгмунт
Зыгмунт Конечный (пол. Zygmunt Konieczny; род. 3 января 1937, Краков) — польский композитор, автор музыки к песням, фильмам и спектаклям.

## Биография
Окончил Краковскую музыкальную академию (1962). С 1959 г. работал в известном краковском кабаре «Пивница под Баранами», где и установилось принесшее ему широкую популярность творческое содружество с певицей Эвой Демарчик. Конечный и Демарчик были одними из основоположников жанра, который в Польше называется «спетая поэзия» (пол. poezja śpiewana) и подразумевает решающую роль стихотворного текста и подчёркнуто скромное, камерное музыкальное сопровождение: их песни были написаны на стихи выдающихся польских поэтов — Юлиана Тувима, Болеслава Лесьмяна, Кшиштофа Камиля Бачинского, Мирона Бялошевского и др.
Много работал как автор музыки к спектаклям: среди постановок, сопровождавшихся его музыкой, были «Гамлет», «Сон в летнюю ночь», «Вишнёвый сад», «Мастер и Маргарита» и другие шедевры мировой драматургии и литературы. С 1967 г. работает как кинокомпозитор, сотрудничая с такими режиссёрами, как Анджей Вайда, Тадеуш Конвицкий, Антони Краузе и др.; среди наиболее известных фильмов, в которых звучит музыка Конечного, — «Пейзаж после битвы» (1970) и «Бесы» (1988, по Достоевскому) Вайды, «Долина Иссы» (1982) Конвицкого, «Непогребённый» Марты Месарош.
Среди поздних произведений Конечного выделяется «Польская литания» на стихи Яна Твардовского.